# Alexander Gilli (Bildhauer)
Alexander Gilli (* 24. Oktober 1823 in Berlin; † 30. Mai 1880 in Berlin) war ein preußischer Bildhauer. Er gilt als ein Vertreter der Berliner Bildhauerschule.

## Leben und Werk
Gilli war der Sohn des aus Carrara stammenden Bildhauers Ceccardo Gilli, der 1819 Christian Daniel Rauch bei dessen Übersiedlung von Italien nach Berlin gefolgt war. Als Schüler der Ateliergemeinschaft von Rauch und Friedrich Tieck war Alexander Gilli erstmals 1842 auf der Berliner Akademie-Ausstellung mit einer antikischen Kopfplastik vertreten. 1850 erhielt er das Rom-Stipendium und weilte bis 1855 in der Tiberstadt.
Nach seiner Rückkehr stellte er 1856 auf der Berliner Akademie-Ausstellung die gefällige Statuette eines „Schlangentöters“ aus, die sich in einer Wiederholung von 1874 erhalten hat (Staatliche Museen zu Berlin).
Gilli arbeitete später verstärkt für den Prinzen Carl von Preußen und dessen Sommersitz Schloss Glienicke, wofür ihm der Titel „Hofbildhauer des Prinzen Carl“ verliehen wurde. So schuf er 1868 eine Büste des Prinzen, restaurierte neu erworbene Antiken (was zuvor die Werkstatt Rauchs getan hatte) und schuf wohl auch die vier allegorischen Figuren der Löwenfontäne in Glienicke.
Als Sonderfall seines Schaffens muss der Architektur-Entwurf des Pavillons „Loggia Alexandra“ auf dem Böttcherberg von 1868 angesehen werden. Der Entwurf wurde im Folgenden von dem Baumeister Ernst Petzholtz ausgeführt und nach Gillis Entwurf ausgemalt.
Gillis Werk war vermutlich nicht besonders umfangreich und nur Weniges ist durch schriftliche Quellen bekannt, noch weniger ist erhalten. So befindet sich auf dem Alten St.-Hedwig-Friedhof das Grabmal des Vaters Ceccardo Gilli (1862). Auf dem Friedhof Schleswig ist das Grabmal Asmus Jacob Carstens erhalten, wogegen das Grabmal Pommer-Esche auf dem Dorotheenstädtischen Friedhof zerstört ist.
Bekannt sind Bildnis-Büsten von Karl Weierstraß, Friedrich Bellermann, Alexander von Humboldt und Gotthold Ephraim Lessing. Möglicherweise schuf Gilli auch die (nicht erhaltene) Büste der Zarin Alexandra Feodorowna für die Loggia Alexandra.
Gilli starb 1880 mit 56 Jahren in Berlin und wurde, wie der Vater, auf dem dortigen St.-Hedwig-Friedhof an der Liesenstraße beigesetzt. Sein Grabmal ist nicht erhalten.